# Вицорис, Димитрис
 Димитрис Вицо́рис  (греч.  Δημήτρης Βιτσώρης ; 26 сентября 1902, Фессалоники — 29 января 1945, Афины) — греческий художник XX века.

## Биография
Димитрис (Мимис) Вицорис родился в 1902 в македонской столице, городе Фессалоники, когда город находился ещё в пределах Османской империи.

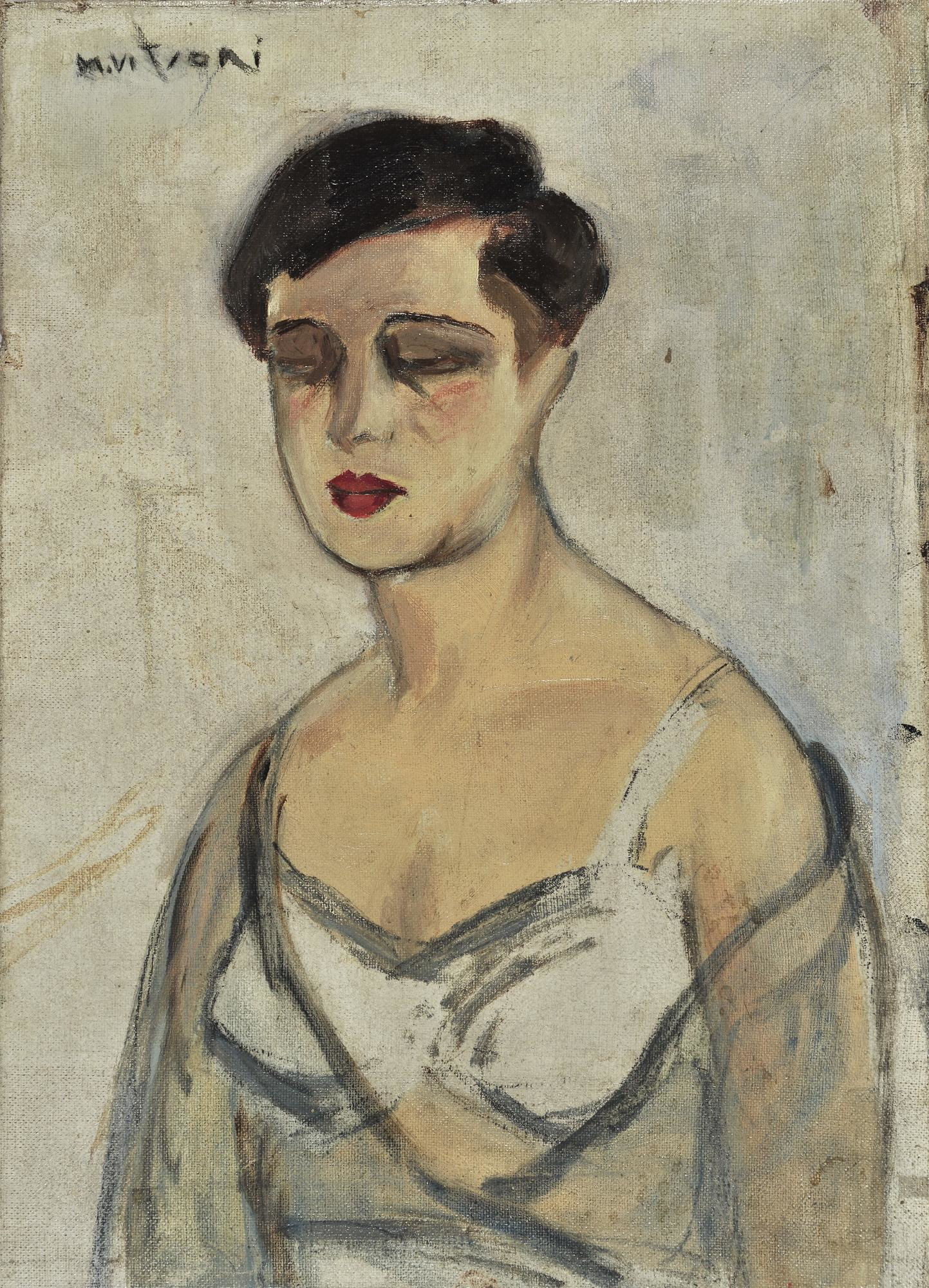
Дама, 1925

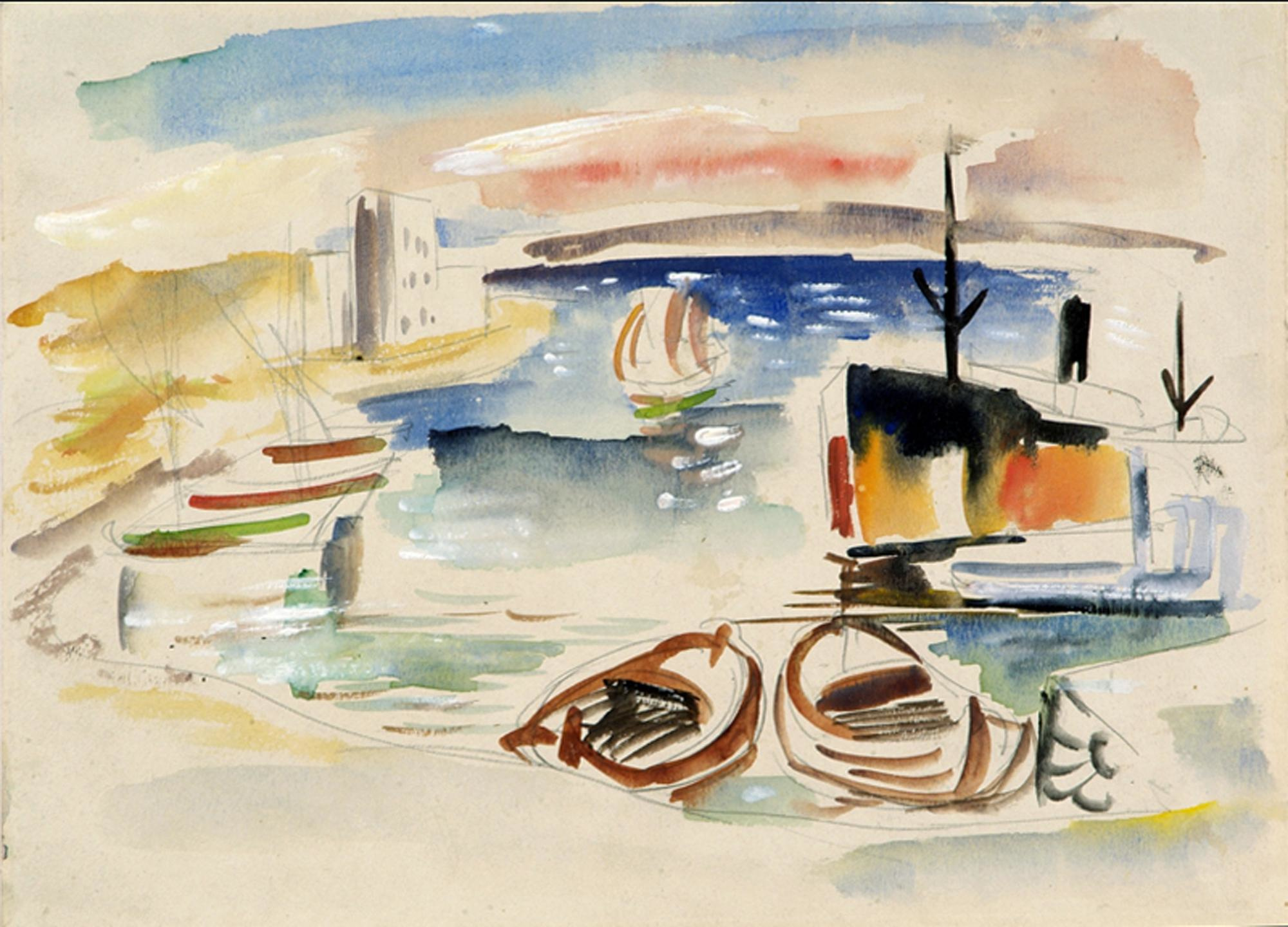
Маленькая гавань, 1930

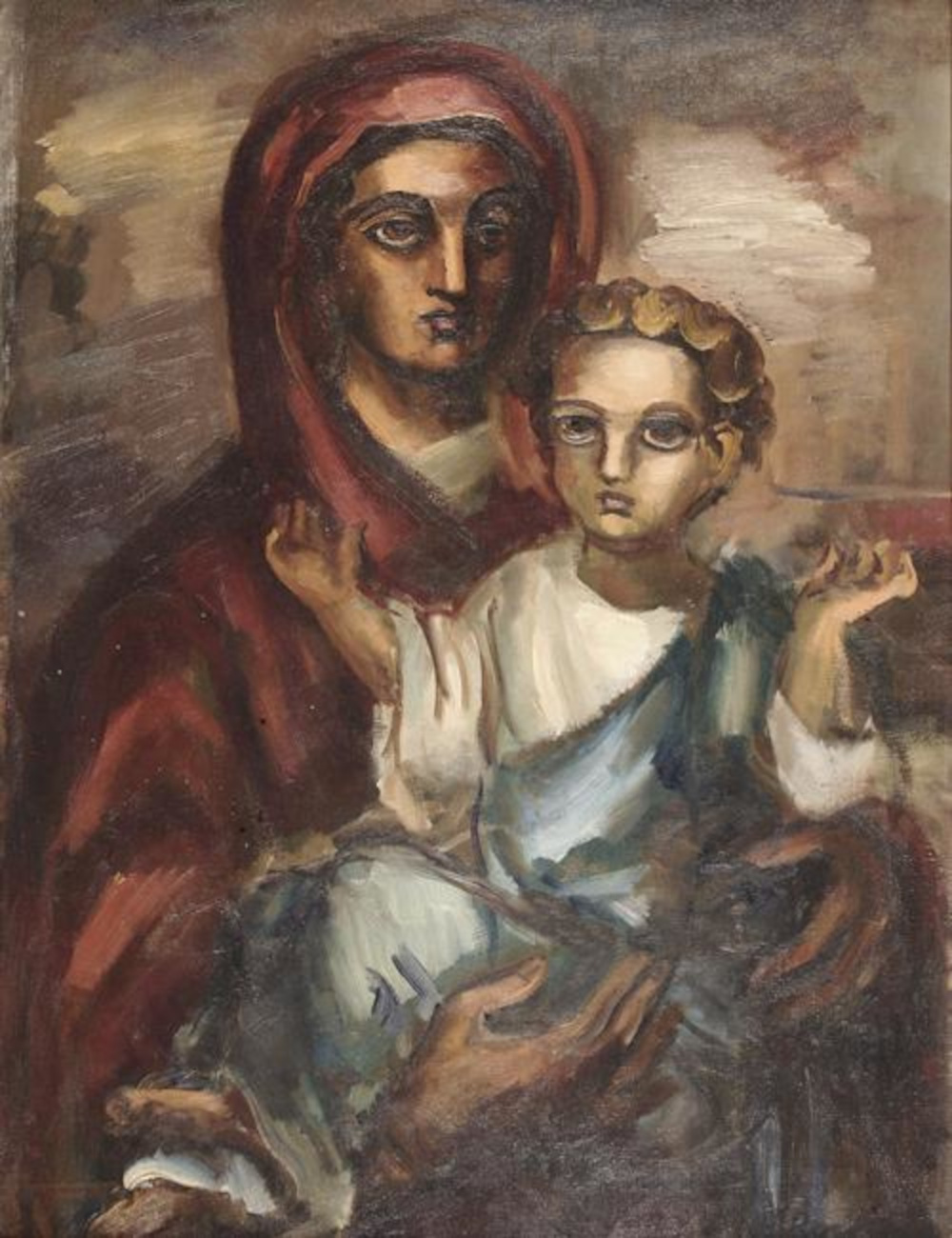
Богоматерь с Христом, 1930—1935

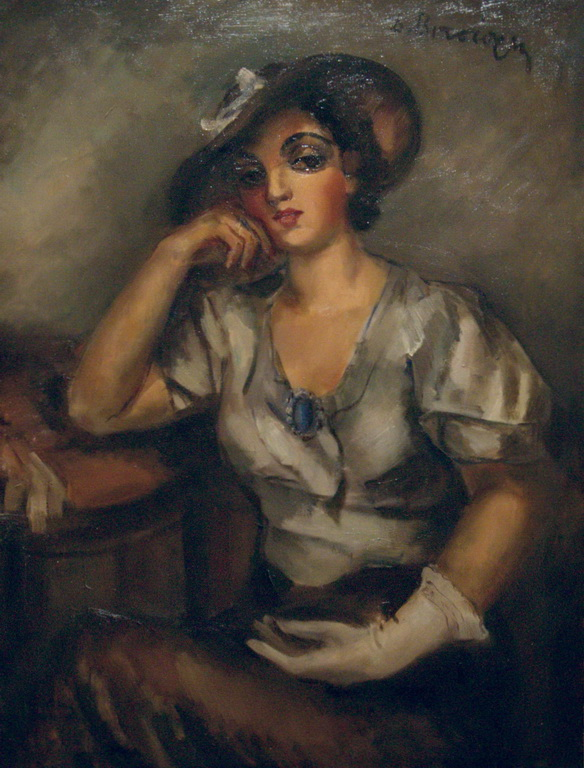
Дама с белой перчаткой

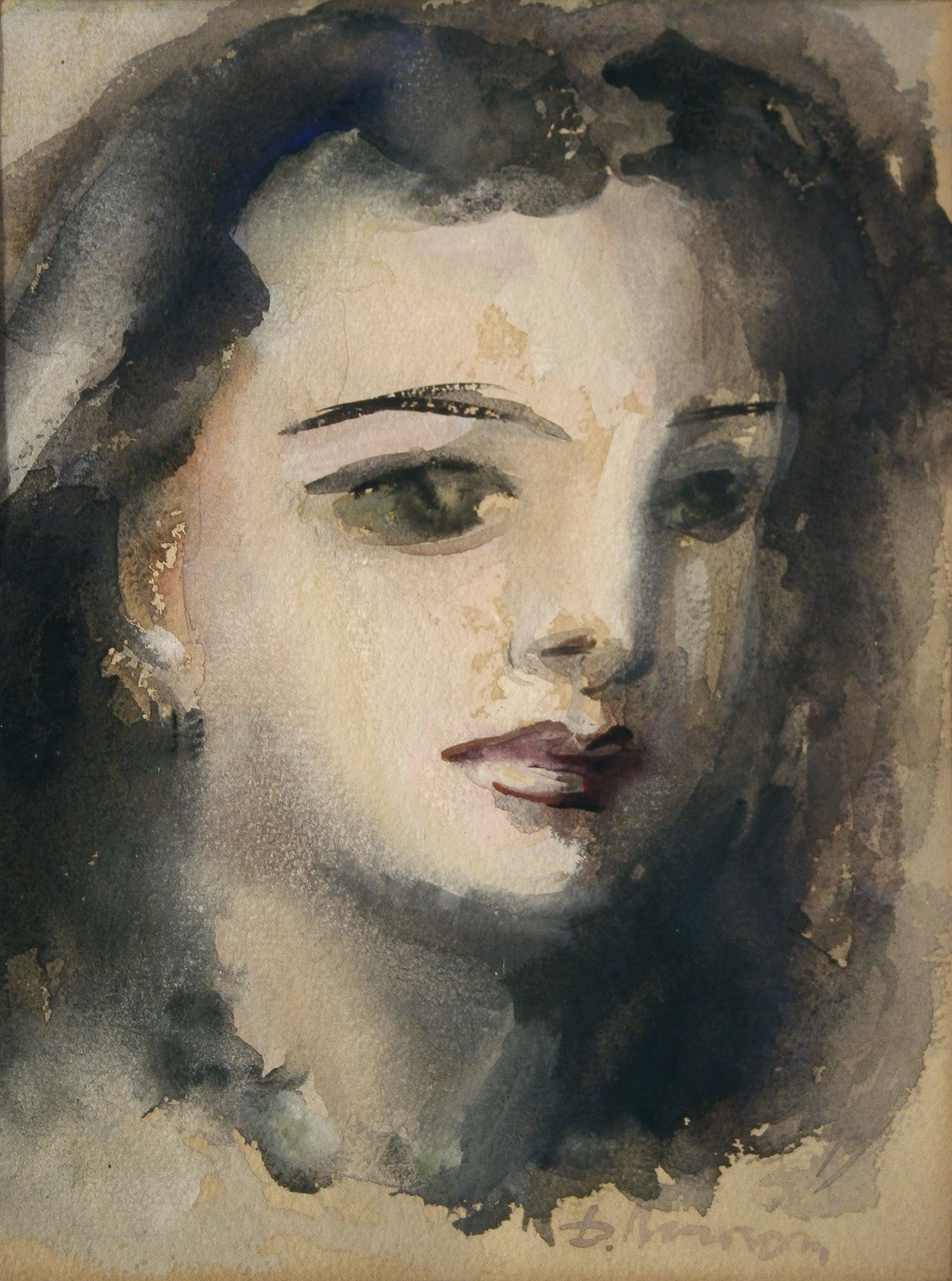
Портрет скульптора Фросо Эфтимиади, 1938

После смерти отца, в 1911 году, за год до начала Балканских войн и освобождения Салоник греческой армией, семья Вицорисов переехала в Афины.
В 1919 году Димитрис Вицорис поступил в Афинскую школу изящных искусств, которую однако вскоре оставил, в силу своих разногласий с академической системой преподавания.
В период 1920—1927 он совершил поездки в Италию, Германию и Париж.
В Париже он оставался до 1925 года и сотрудничал с газетой «Petit Parisien» которая публиковала его рисунки.
После этого он уехал на Мальту, где находилась его семья.
Окончательно вернулся в Грецию в 1927 году. Работал иллюстратором в газетах и журналах. Одновременно, проявляя интерес к теоретическим вопросам искусства, опубликовал в 1940 году эссе «Искусство и Эпоха» и статьи «Исследование и преподавание», «Проблемы общественной эстетики» и «Художественный рынок» в журнале «Современная греческая литература».
В своих работах следовал анти-академическому духу и писал с экспрессионистской манерой и психографическими настроениями портреты, пейзажи и религиозные темы.
Тому же духу следуют и его скульптура, которая включает в себя в основном головы в глине и в гипсе.
Начал выставляться в 1922 году, организовав персональную выставку в галерее «Автократикон». Последовали другие персональные выставки и участие в Панэллинских и групповых выставках, среди которых «Группа Искусства», учредительным членом которой он был.
В 1934 году был в числе художников представлявших Грецию на Венецианской биеннале.
В годы тройной, германо-итало-болгарской, оккупации Греции оставался в Афинах, где и умер почти сразу после освобождения города (октябрь 1944) в 1945 году.
После его смерти были организованы выставки ретроспективы работ художника в залах филологического обществ «Парнас» в 1957, в художественных галерях Астор в 1973 году и Dada в 1987 году.
Работы Вицориса хранят и выставляют Национальная художественная галерея (Афины), Фонд Теохаракиса, Муниципальная галерея города Лариса и другие греческие галереи.